# 娜塔莉·波特曼
娜塔莉·赫許勒（希伯來語：}}；1981年6月9日—），藝名娜塔莉·波特曼，是一名以色列裔美國演員，童星出身，為第83届奥斯卡最佳女主角奖得主。
她在1994年的獨立電影《終極追殺令》中首次擔綱演出，隨後因演出電影《星際大戰》三部曲中的帕德梅·艾米達拉一角而更廣為人知。在拍攝星際大戰電影期間，波特曼同時修完了哈佛大學心理學學士學位。她曾表示：「比起當電影明星，我更喜歡當聰明人。」
2001年，波特曼與梅莉·史翠普、凱文·克萊恩、菲利普·西摩·霍夫曼等人合作，演出由紐約公共劇院製作的契訶夫的戲劇《海鷗》。2005年，波曼以《誘心人》順利奪得金球獎最佳女配角獎。2008年5月，她以27歲之齡，成為第六十一屆坎城影展最年輕的評審委員。波曼亦於2008年挑戰導演一職，她的導演出道作《Eve》並擔任第65屆威尼斯影展短片項目的開幕片。
2010-2011年，她憑著主演電影《黑天鹅》裡的芭蕾舞者妮娜橫掃金球獎、演員公會獎、影評人票選獎與英國影藝學院獎，並榮獲第83屆奧斯卡最佳女主角獎。

## 早年生活
1981年，波曼出生於耶路撒冷，本名娜塔-李·赫許勒（希伯來語：נטלי הרשלג）。她的父親阿夫納·赫許勒是以色列醫師，有猶太血統，主修生育與生殖內分泌科。她的母親雪莉·史蒂文斯則是美國籍家庭主婦，有猶太血統，現擔任波曼的經紀人。波曼的母方是來自奧地利與俄國的猶太人，父方則是自波蘭與羅馬尼亞移居到以色列的猶太人。她父系曾祖父母死於奧斯威辛集中營，其中曾祖母出生於羅馬尼亞，在二次大戰期間為英國擔任間諜。
波曼的雙親在俄亥俄州立大學的猶太學生活動中心相遇，她的母親在那裡賣車票。她的父親後來返回以色列，但二人仍維持書信往來，並於數年後她母親作客以色列時結婚。1984年，當時三歲的波曼和家人一起搬到美國，她的父親在當地接受醫療訓練。他們一家人住在華盛頓哥倫比亞特區，波曼則就讀於查爾斯·史密斯猶太日校，但隨後於1988年遷居至康涅狄格州，並在1990年後長年定居紐約長島。波曼曾表示，儘管她「很愛這片土地，但我的心屬於耶路撒冷。那裡才是我的家。」她是家中的獨生女，與父母十分親近。她的父母很少缺席波曼任何一部電影的首映會。

### 教育
雖然波曼表示她的家庭並沒有篤信猶太教，但她讀的是公立小學——紐約峽谷海灣的所羅門·謝克特學校。她高中則就讀於公立的長島塞奧西特高中。波曼曾為了準備高中期末考而缺席《星際大戰首部曲：威脅潛伏》的首映會。
2003年6月，波曼自哈佛大學畢業，取得心理學學士學位。住宿在洛威爾學院，並曾投稿至《哈佛克里姆森報》（哈佛學生報），回應一篇反以色列的文章。
2004年春季，波曼到了耶路撒冷希伯來大學進行研究生課程。2006年3月，她獲哥倫比亞大學邀请以恐怖主義與反恐怖主義为主题演讲，探討她所主演的電影《V怪客》。
波曼除了希伯來語與英語外，她也學了法語、日語、德語及阿拉伯語。
作為學生，波曼與他人合著了二篇學術論文，皆發表於專業科學期刊上。她於1998年所寫的高中論文「探討以糖製備氫氣的簡易酵素法」曾獲英特爾科學獎。2002年，波曼在哈佛深造心理學期間，投身研究一種名為「物體恆存時額葉的活化」的記憶。

## 個人生活
2012年8月4日在加州的大蘇爾與本杰明·米派德舉行私人婚禮，他們的第一個孩子在2011年出生，第二個孩子則在2017年出生。兩人已於2024年2月在法國正式解除11年婚姻。

## 演藝生涯

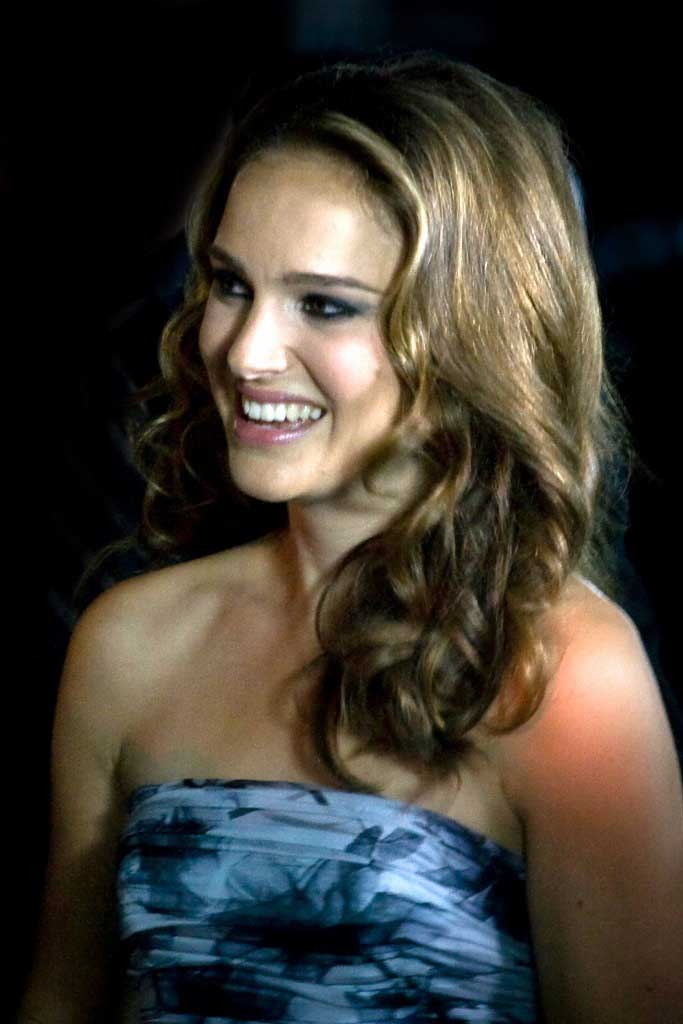
2010年，娜塔莉·波特曼在多倫多国际電影节

### 早期
波曼自四歲起開始學舞，並在當地舞團裡表演。十歲時，波曼受一位露華濃公司經紀人之邀擔任兒童模特兒，但她婉拒了，決定全心投入表演。在一次雜誌訪談中，波曼表示她「⋯⋯和其他小孩很不一樣。我比較有野心，我知道我喜歡什麼、想要什麼，所以我很努力。我是個很穩重、認真的孩子。」
波曼將學校假期的空閒時間用於參加戲劇營。她十歲時參加了戲劇《殘忍！》（暫譯，Ruthless!，描述一個女孩為奪取校內戲劇主角的角色，而籌備了一場謀殺案）的面試，並被選為蘿拉·貝爾·邦迪的替角。
1994年，她參加試鏡爭取盧·貝松的電影《終極追殺令》中，與一名中年職業殺手成為朋友的小孩一角，並成功獲選。為保護隱私，波曼隨後以她祖母的娘家姓氏「波曼」當作藝名；但在該片DVD所收錄的導演剪輯版中，她署名為娜塔莉·赫許勒。《終極追殺令》於1994年11月18日上映時，波曼年僅十三歲。同年她演出了短片《Developing》，該短片於電視播出。

### 1995–1999
1990年代中期，波曼接連演出了《烈火悍將》、《大家都說我愛你》及《星戰毀滅者》等片，也在電影《美麗佳人》中擔任主角。她原是戲劇《羅密歐與茱麗葉》中茱麗葉一角的演員首選，但後來製作人認為她的年紀與劇中不合。1997年，波曼演出了百老匯改編的《安妮日記》，飾演安妮·法蘭克。她起初因電影《管到太平洋》中有全裸戲而推辭了的邀約，但在導演王穎與演員蘇珊·莎蘭登要求修改劇情後，加入了該片的演出陣容。該片於1999年末上映，波曼以片中安·奧格斯特一角獲得金球獎最佳女配角提名。雜誌《沙龍》的評論家瑪莉·伊莉莎白稱波曼令人「大為驚奇」，並形容她「不像任何一位同齡女演員，她既不會太脆弱、也不過於剛毅。」1990年代晚期，波曼主演了《星際大戰前傳三部曲》中帕德梅·艾米達拉一角。《星際大戰首部曲：威脅潛伏》於1999年初上映。波曼隨後與《女孩第一名》劇組簽約，在片中領銜演出堅毅的年輕媽媽。

### 2000–2005
在完成拍攝《女孩第一名》後，波曼搬進了哈佛大學宿舍，專心攻讀心理學學士。在1999年的一次訪問中，她表示除了《星際大戰》系列外，接下來的四年她要全神貫注於學業、不會接拍任何電影。在2000年6月至9月的暑假期間，波曼在雪梨拍攝《星際大戰二部曲：複製人全面進攻》，並於倫敦進行周邊製作。2001年7月，波曼加入了麥克·尼克斯導演、紐約公共劇院製作的契訶夫的戲劇《海鷗》，在其中飾演妮娜一角，與梅莉·史翠普、凱文·克萊恩、菲利普·西摩·霍夫曼等人同台對戲。該戲劇於中央公園的戴拉寇特劇院開幕演出。同年，波曼與眾多明星一同於電影《名模大間諜》中客串演出。波曼也在電影《冷山》中與裘德·洛及妮可·基嫚同台，扮演小角色
。

## 影視作品

### 電影
| 年份 | 片名                               | 角色                              | 備註                                                                                             | 參            |
| ---- | ---------------------------------- | --------------------------------- | ------------------------------------------------------------------------------------------------ | ------------- |
| 1994 | 《終極追殺令》                     | Mathilda Lando                    |                                                                                                  | [ 36 ]        |
| 1995 | 《顯影》                           | Nina                              | 短片                                                                                             | [ 37 ] [ 38 ] |
| 1995 | 《盜火線》                         | Lauren Gustafson                  |                                                                                                  | [ 39 ]        |
| 1996 | 《大家都說我愛你》                 | Laura Dandridge                   |                                                                                                  | [ 40 ]        |
| 1996 | 《美麗佳人》                       | Marty                             |                                                                                                  | [ 41 ]        |
| 1996 | 《火星人玩轉地球》                 | Taffy Dale                        |                                                                                                  | [ 42 ]        |
| 1999 | 《星際大戰首部曲：威脅潛伏》       | 佩咪·艾米達拉                     |                                                                                                  | [ 43 ]        |
| 1999 | 《管到太平洋》                     | Ann August                        |                                                                                                  | [ 41 ]        |
| 2000 | 《女孩第一名》                     | Novalee Nation                    |                                                                                                  | [ 41 ]        |
| 2001 | 《名模大間諜》                     | 她自己                            | 客串                                                                                             | [ 44 ]        |
| 2002 | 《星際大戰二部曲：複製人全面進攻》 | 佩咪·艾米達拉                     |                                                                                                  | [ 45 ]        |
| 2003 | 《冷山》                           | Sara                              |                                                                                                  | [ 41 ]        |
| 2004 | 《情歸紐澤西》                     | Samantha                          |                                                                                                  | [ 41 ]        |
| 2004 | 《真實》                           | Francine                          | 短片                                                                                             |               |
| 2004 | 《誘心人》                         | Alice Ayres / Jane Jones          |                                                                                                  | [ 46 ]        |
| 2005 | 《多米諾一號》                     | Dominique Bellamy                 |                                                                                                  | [ 41 ]        |
| 2005 | 《星際大戰三部曲：西斯大帝的復仇》 | 佩咪·艾米達拉                     |                                                                                                  | [ 47 ]        |
| 2005 | 《自由地帶》                       | Rebecca                           |                                                                                                  | [ 48 ]        |
| 2006 | 《V怪客》                          | 艾薇·哈蒙德                       |                                                                                                  | [ 41 ]        |
| 2006 | 《巴黎，我爱你》                   | Francine                          | 章節：〈聖但尼郊區〉（Faubourg Saint-Denis）                                                     | [ 49 ] [ 50 ] |
| 2006 | 《哥雅畫作下的女孩》               | Inés Bilbatúa / Alicia            |                                                                                                  | [ 41 ]        |
| 2007 | 《藍莓之夜》                       | Leslie                            |                                                                                                  | [ 51 ]        |
| 2007 | 《骑士酒店》                       | Rhett                             | 短片                                                                                             | [ 52 ]        |
| 2007 | 《穿越大吉嶺》                     | Rhett                             | 客串                                                                                             | [ 52 ]        |
| 2007 | 《魔法玩具城》                     | Molly Mahoney                     |                                                                                                  | [ 53 ]        |
| 2008 | 《美人心機》                       | 安妮·博林                         |                                                                                                  | [ 41 ]        |
| 2008 | 《夏娃》                           | 不適用                            | 短片；兼導演和編劇                                                                               |               |
| 2008 | 《紐約我愛你》                     | Rifka Malone                      | 兼導演和編劇 演出章節：〈米拉·奈爾〉（Mira Nair） 編導章節：〈娜塔莉·波特曼〉（Natalie Portman） | [ 54 ]        |
| 2009 | 《愛與親愛的》                     | Emilia Greenleaf                  | 兼執行製片人                                                                                     | [ 55 ]        |
| 2009 | 《雙情路》                         | Grace Cahill                      |                                                                                                  | [ 56 ]        |
| 2010 | 《心戀往事》                       | Nicole                            | 兼監製                                                                                           | [ 57 ] [ 58 ] |
| 2010 | 《黑天鹅》                         | Nina Sayers / White Swan / Odette |                                                                                                  | [ 59 ]        |
| 2010 | 《我仍在這裡》                     | 她自己                            |                                                                                                  | [ 60 ]        |
| 2011 | 《飯飯之交》                       | Emma Kurtzman                     | 兼執行製片人                                                                                     | [ 61 ] [ 62 ] |
| 2011 | 《王子殿下》                       | Isabel                            |                                                                                                  | [ 41 ]        |
| 2011 | 《雷神索爾》                       | 珍·佛斯特                         |                                                                                                  | [ 41 ]        |
| 2013 | 《幻象與鏡子》                     | 年輕女人                          | 短片                                                                                             | [ 63 ]        |
| 2013 | 《雷神索爾2：黑暗世界》            | 珍·佛斯特                         |                                                                                                  | [ 41 ]        |
| 2015 | 《第七把火》                       | 不適用                            | 紀錄片；兼執行製片人                                                                             | [ 64 ]        |
| 2015 | 《聖杯騎士》                       | Elizabeth                         |                                                                                                  | [ 65 ]        |
| 2015 | 《麻木不仁的混蛋们的全盛时期》     | Laura                             | 章節：〈空白〉（Lacunae）                                                                        | [ 66 ]        |
| 2015 | 《愛與黑暗的故事》                 | Fania Klausner                    | 兼導演和編劇                                                                                     | [ 67 ]        |
| 2015 | 《逆愛》                           | Jane Hammond                      | 兼監製                                                                                           | [ 68 ] [ 69 ] |
| 2016 | 《傲慢與偏見與殭屍》               | 不適用                            | 監製                                                                                             | [ 62 ] [ 70 ] |
| 2016 | 《第一夫人的秘密》                 | 杰奎琳·肯尼迪                     |                                                                                                  | [ 71 ]        |
| 2016 | 《通靈美人》                       | Laura Barlow                      |                                                                                                  | [ 72 ]        |
| 2017 | 《為妳唱的歌》                     | Rhonda                            |                                                                                                  | [ 73 ]        |
| 2017 | 《肉食者》                         | 旁白                              | 紀錄片；配音；兼監製                                                                             |               |
| 2018 | 《滅絕》                           | Lena                              |                                                                                                  | [ 74 ] [ 75 ] |
| 2018 | 《海豚樂游的珊瑚礁》               | 旁白                              | 紀錄片；配音                                                                                     | [ 76 ]        |
| 2018 | 《光之聲》                         | Celeste Montgomery                | 兼執行製片人                                                                                     | [ 77 ]        |
| 2018 | 《约翰·多诺万的死与生》            | Sam Turner                        |                                                                                                  | [ 78 ]        |
| 2019 | 《復仇者聯盟：終局之戰》           | 珍·佛斯特                         | 《雷神索爾2：黑暗世界》的存檔鏡頭以及新的畫外音                                                  | [ 79 ]        |
| 2019 | 《露西上太空》                     | Lucy Cola                         |                                                                                                  | [ 80 ]        |
| 2022 | 《雷神索爾：愛與雷霆》             | 珍·佛斯特／女雷神                 |                                                                                                  | [ 81 ] [ 82 ] |
| 2023 | 《五月的你，十二月的她》           | Elizabeth Berry                   | 兼監製                                                                                           | [ 83 ]        |
| 2025 | 《尋秘不老泉》                     | 夏洛特·普渡                       |                                                                                                  | [ 84 ]        |
| 2025 | 《蠢特夫婦》                       |                                   | 配音                                                                                             | [ 85 ]        |
| TBA  | 《畫廊家》                         |                                   | 兼監製                                                                                           | [ 86 ]        |

### 電視
| 年份       | 劇名                      | 角色              | 備註                                                    | 來源          |
| ---------- | ------------------------- | ----------------- | ------------------------------------------------------- | ------------- |
| 2003–2004  | 《芝麻街》                | 她自己            | 2集                                                     | [ 87 ] [ 88 ] |
| 2006       | 《週六夜現場》            | 主持人            | 集數："Natalie Portman / 打倒男孩"                      | [ 89 ]        |
| 2006       | 《The Armenian Genocide》 | 旁白              | 紀錄片                                                  | [ 90 ]        |
| 2007、2012 | 《辛普森家庭》            | Darcy（配音）     | 集數："Little Big Girl", "Moonshine River"              | [ 91 ] [ 92 ] |
| 2007       | 《Saving a Species》      | 主持人            | "Gorillas on the Brink"                                 | [ 93 ]        |
| 2017       | 《爆笑女警》              | Christina·Craft   | 集數："This Sounds Unbelievable, But CSI: Miami Did It" | [ 94 ]        |
| 2018       | 《週六夜現場》            | 主持人            | 集數："Natalie Portman / 杜娃·黎波"                     | [ 95 ]        |
| 2021       | 《》                      | 珍·佛斯特（配音） | 動畫劇集，集數：""                                      | [ 96 ]        |
| 2021       | 《妙妙犬布麗》            | 鯨魚紀錄片旁白    | 集數："Whale Watching"                                  | [ 97 ]        |
| 待公布     | 《Lady in the Lake》†     | Maddie·Schwartz   | 拍攝中                                                  | [ 98 ]        |

### 戏剧
| 年份 | 片名                                 | 扮演角色    | 备注 |
| ---- | ------------------------------------ | ----------- | ---- |
| 1994 | 《Ruthless!!》                       |             |      |
| 1997 | 《安妮日記》 The Diary of Anne Frank | 安妮·法蘭克 |      |
| 2001 | 《海鷗》 The Seagull                 |             |      |

## 獎項
- 2002年 - 青少年选择奖，票选最佳女演员（剧情/动作冒险类）：《星際大戰二部曲：複製人全面進攻》
- 2005年
  - 金球奖，最佳女配角：《誘心人》
  - 国家评论协会奖，最佳整体演出：《誘心人》（与克萊夫·歐文、茱莉亞·羅勃茲与裘德·洛分享）
  - 聖地牙哥影評人協會奖，最佳女配角：《誘心人》
- 2007年
  - 加拿大星座奖（英语：Constellation Awards），最佳女性表演（2006年度科幻电影、電視電影、迷你劇集类）：《V怪客》
  - 土星奖，最佳女主角：《V怪客》
- 2011年
  - 金球奖，最佳女主角：《黑天鵝》
  - 英國影藝學院電影獎，最佳女主角：《黑天鵝》
  - 美國電影獨立精神，最佳女主角：《黑天鵝》
  - 奧斯卡金像獎，最佳女主角：《黑天鵝》

## 社会活动
波特曼还是一位环保提倡者，于2008年为Te Casan设计了纯素材质环保鞋系列，她设计的品牌系列“The Natalie Portman Collection”，于同年2月在纽约开卖，并且这个系列收入的5%的将会捐给慈善团体做公益事业用。由于波特曼一名严格的素食主义者，特别关爱动物，所以她从不穿有动物皮毛的衣服，但是她发现很难买到没有动物皮的鞋子，所以她通过她的造型师Kate Young与Te Casan的主席Yaniv Shirazi的沟通达成了合作协议，波特曼为Te Casan设计的这个系列鞋子，不使用动物皮革而选用人造皮革等，并且鞋子的命名都将以P开头。
此外，波特曼还担任天桥骄子第五季第二场比赛——环保服装设计的特邀评委。

## 爭議

### 被指違反居家抗疫令
2021年7月，因應澳洲的新型冠狀病毒疫情日漸惡化，確診人數不斷上升，而悉尼更實施封城措施，要求居民只能在必要情況下外出，但在7月5日，波特曼在悉尼與其丈夫、子女及友人無視封城下一起遊船河，其畫面被傳媒拍下，消息曝光後隨即引起軒然大波，被認為是違反居家抗疫令，新南威爾士州警方也於7月8日展開調查。